# Стоян Панов
Стоян Панов (известен като Хаджи Стоян хаджи Панов) е син на хаджи Пано Радков от село Добревци, Великотърновско.

## Биография
Роден е през 1810 или 1811 година в село Кадиев чифлик (днес – Церова кория) в богато търговско семейство. Баща му хаджи Пано Радков управлява кантори в Цариград и Измир.
Учил е в родното си село при даскал Моян Ковачев, при Георги Граматик в Кованлъка и в Капиновския манастир. Владеел е гръцки, турски, черковнославянски, руски и френски език, притежавал е много книги, бил е един от дарителите за строителството на църквата, настоятел на църквата и училището, разпоредител на всички финансови и благоустройствени въпроси. Защитник на българите пред турските власти. През 1840 г. участва активно в отстраняването на гръцкия владика Панарет. Съдружник е на Стоянко Джуров. През 1876 г. е арестуван поради критика срещу властта и несправедливите съдебни процеси срещу участниците в Априлското въстание.
След Освобождението той е избран от населението на шест села (Церова кория, Капиново, Пчелище, Драгижево, Миндя и Марийно село) да бъде техен представител в Учредителното събрание в Търново.
Избран е за депутат в Първото велико народно събрание. На 17 юли 1879 година е изпратена делегация, оглавена от Климент Браницки (Васил Друмев), в Русия при цар Александър II с благодарствен адрес от името на българския народ за Освобождението на България. Хаджи Стоян е един от малкото избрани като представител на селяните. Може би това се дължи и на факта, че той е поканен от княз Николай Николаевич, който му е гостувал в Церова кория и му е връчил визитната си картичка. От запазените архиви на хаджи Стоян се вижда, че те пристигат на 25 юли в Санкт Петербург. Престоят им е траял до 10 август. Хаджи Стоян разказва, че в Петербург са посрещнати от генерал Дондуков-Корсаков, който ги представя на Александър II. Царят изразява благодарност за връчения му благодарствен адрес и прави подаръци на членовете на комисията. На хаджи Стоян подарява златен пръстен, който той носел с голяма радост и дори и преди смъртта си не искал да се раздели с него.
Делегат е и във Второто велико народно събрание (Свищов, 1 юли 1881 г.). Там той се обявява против княжеското пълномощие, не гласува и не подписва за изменение на Конституцията. Когато през 1881 г. Петко Горбанов и хаджи Минчо Цачов предлагат на хаджи Стоян да гласува за промени в Търновската конституция, той отвръща: Умира на 27 декември 1894 г. в Търново.
| „ | Тази конституция носи и моя подпис. Взирал съм се от сърце във всичко, когато се работеше, и съм дигал за туй ръка. Да дигам сега същата ръка пък за заравянето и туй не мога никога стори. Ако се наемете вие, опитайте се! | “ |